# Zwischenspiel
Zwischenspiel (Interludium) – książka berlińskiej pisarki Moniki Maron, która podobnie jak jej bohaterka wyjechała pod koniec lat osiemdziesiątych z NRD na Zachód. Utwór ma cechy autobiograficzne, ponieważ bohaterka podobnie jak autorka swoje dzieciństwo w Berlinie spędziła z ojczymem, członkiem partyjnej nomenklatury.
Dzieło zostało wydane przez wydawnictwo S. Fischer Verlag w 2013 roku.

## Akcja
Akcja powieści toczy się w ciągu jednego dnia. Fabuła zaczyna się rankiem w berlińskim mieszkaniu na Winterfeldstraße, kiedy niebo jest jeszcze żółte, a kończy się wieczorem w parku, tuż przed zachodem słońca.

## Bohaterowie
Bohaterami są kobieta i pies. Kobieta, która opowiada o swoim życiu, nie jest już młoda. Jej matka od dawna nie żyje, córka jest już dorosła, mężczyźni zniknęli bez śladu, przyjaciółka właśnie zmarła. W utworze dominuje nastrój melancholijny i pożegnalny. Autorka spogląda w przeszłość, przywołujące dawne miłości, rozdrapuje stare rany, przypomina swoich kochanków, rodziców, pierwsze rozstania i zdrady.

## Problematyka
Charakterystyczny styl powieści jest filozoficzną refleksją, która przyjmuje również wymiary religijne. Książka jest napisana prostym językiem, jednak nie jest to lekka powieść, ponieważ nakreśla kwestię własnej odpowiedzialności. Monika Maron rozwiązuje ten problem za pomocą humoru i życiowej mądrości.